# Église Saint-Jacques de Ville-Saint-Jacques
L’église Saint-Jacques est un édifice religieux catholique situé à Ville-Saint-Jacques, en France. Il est inscrit aux monuments historiques depuis 1926.

## Situation et accès
L’édifice est situé sur la place de l'Église, à l'ouest du village de Ville-Saint-Jacques. Plus largement, il se trouve dans le département de Seine-et-Marne, en région Île-de-France.

## Statut patrimonial et juridique
L’église fait l’objet d’une inscription au titre des monuments historiques par arrêté du 17 juin 1926, en tant que propriété de la commune.